# Ölands runinskrifter ATA4701/43
Runinskrift Öl ATA4701/43 är en runsten vid Alböke kyrka i Alböke socken och Borgholms kommun på Öland. 

## Stenen
Stenen som är 1,15 meter hög och av rödvit kalksten upptäcktes 1932. Den står numera fastklamrad med metallkrokar mot kyrkans yttervägg.
På den övre delen av stenen är ristningen starkt borteroderad, men på den nedre delen finns runslingor som ännu är läsbara och den translittererade och översatta texten lyder enligt nedan:.

## Inskriften
Translitterering av runraden:
...ur × -uk ak-u... ... nuk abtiʀ × auþ... ...
Normalisering till runsvenska:
... ... ... ... ok æftiʀ Auð[biorn](?) ...
Översättning till nusvenska:
... ... och efter Öd(björn?)